# Eufònia gorjagroga

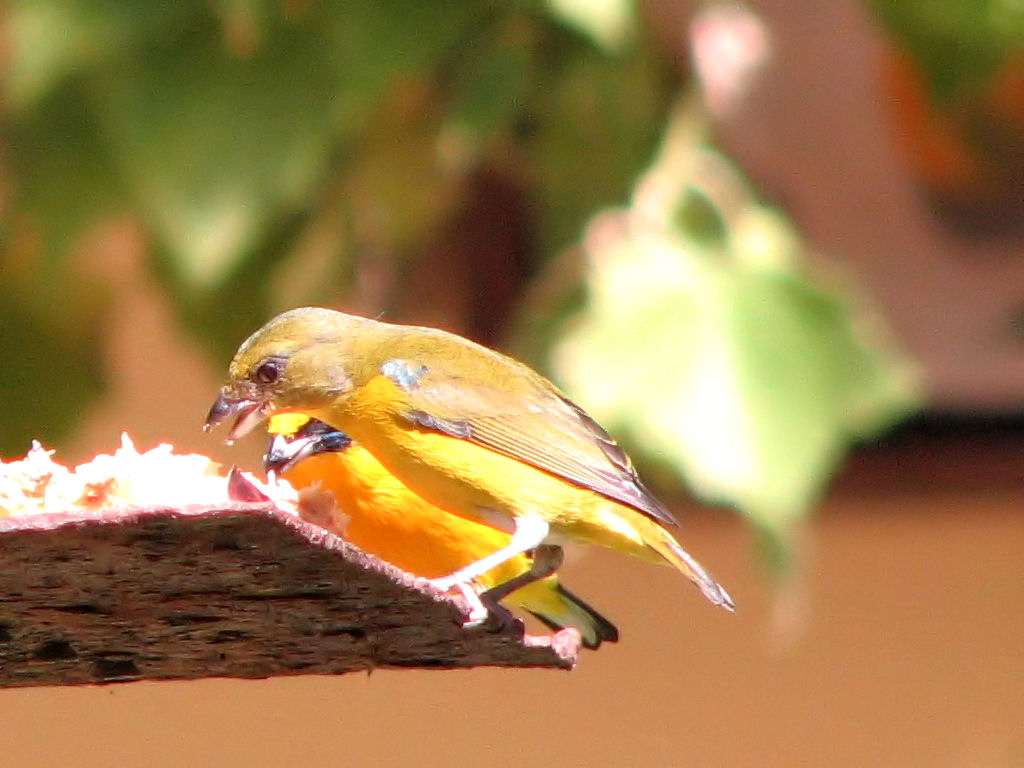
Femella

L'eufònia gorjagroga (Euphonia hirundinacea) és una espècie d'ocell passeriforme de la família Fringillidae. Es localitza des de Mèxic fins a Panamà. Com totes les espècies del seu gènere, es debat sobre la seva possible pertinença a la família Thraupidae.